# أنتوني جونز (كرة سلة)
أنتوني جونز (بالإنجليزية: Anthony Jones)‏ مواليد 13 سبتمبر 1962 في واشنطن العاصمة، هو لاعب كرة سلة أمريكي سابق. بدأ مسيرته الاحترافية في سنة 1986. تم اختياره من قبل فريق واشنطن ويزاردز خلال الدرافت. يبلغ طوله 6 قدم 6 بوصة (2.0 م). اعتزل اللعب في 1991.

## المسيرة الاحترافية
لعب مع واشنطن ويزاردز في سنة 1986، ثم لعب مع سان أنطونيو سبرز في موسم 1986–1987، ثم لعب مع شيكاغو بولز في سنة 1988، ثم لعب مع دالاس مافيريكس من سنة 1988 إلى 1990.

## روابط خارجية
- أنتوني جونز على موقع إن بي أي (الإنجليزية)
- أنتوني جونز على موقع سبورتس رفرنس (الإنجليزية)
- أنتوني جونز على موقع كلية كرة السلة في سبورتس رفرنس.كوم (الإنجليزية)
- أنتوني جونز على موقع ريلجم (الإنجليزية)